# Kugluktuk
Die Siedlung Kugluktuk (Inuinnaqtun: Qurluktuk, „Ort mit Stromschnellen“, Inuktitut: ᖁᕐᓗᖅᑐᖅ), bis zum 1. Januar 1996 Coppermine, ist auf dem nordkanadischen Festland zwischen den Sandbänken des mächtigen Coppermine River und dem Ufer des Coronation Gulf gelegen und damit die westlichste Gemeinde des Territoriums Nunavut (bei der Namensgebung Kugluktuk ist eine Verstümmelung eingetreten; der ursprüngliche Inuktitut-Name lautet Qurluqtuq, was „zwei aufgeschreckte Menschen“ bedeutet).
Von den rund 1300 Einwohnern sind etwa 85 % Inuit, die nach den nahe gelegenen Copper Mountains („Kupferberge“) als Copper Inuit bezeichnet werden.
Als erster Europäer kam 1771 Samuel Hearne im Auftrag der Hudson’s Bay Company auf Überland-Expeditionen vom Fort Prince of Wales bei Churchill an den Arktischen Ozean, um hier nach Kupfer zu suchen. 1865 fielen 30 % der in der Gegend beheimaten Inuit einer Grippeepidemie zum Opfer. 1918 kamen erste römisch-katholische Missionare, denen 1928 anglikanische Missionare folgten, nachdem 1927 die Hudson’s Bay Company einen Handelsposten etabliert hatte. 1932 wurde ein Polizeiposten errichtet. Später entstanden eine Wetterstation, eine Radiostation, eine Krankenstation und eine Schule.
Im Jahr 2007 ging Kugluktuk durch die internationale Presse, weil sich die Bevölkerung bei einem lokalen Referendum mit mehr 60 % dafür ausgesprochen hatte, die Abgabe von Alkohol stark einzuschränken. Der Abstimmung waren Protestaktionen der örtlichen Jugend gegen den verbreiteten Alkoholmissbrauch vorausgegangen.
Linienflugverbindung (Canadian North) besteht nach Yellowknife.
Südlich der Siedlung liegt am Coppermine River der Kugluk Territorial Park, mit den Bloody Falls.